# Grabów (powiat sulęciński)
Grabów – wieś w Polsce położona w województwie lubuskim, w powiecie sulęcińskim, w gminie Torzym.
W latach 1975–1998 miejscowość należała administracyjnie do województwa zielonogórskiego.

## Zabytki
Do wojewódzkiego rejestru zabytków wpisany jest:
- kościół ewangelicki, obecnie rzymskokatolicki filialny pod wezwaniem MB Częstochowskiej, szachulcowy z połowy XIX wieku (1860r.), z dzwonem z 1530 r.